# Кантон Мадона (Падова)
Кантон Мадона је насеље у Италији у округу Падова, региону Венето.
Према процени из 2011. у насељу је живело 520 становника. Насеље се налази на надморској висини од 15 м.